# Каледонска орогенеза
Каледонска орогенеза је тектонска фаза која је била активна у силуру и девону, пре отприлике 444 до 416 милиона година. Овом орогенезом су настале планине северне Шкотске, Ирске, Енглеске, Велса и западне Норвешке. Ова орогенеза је названа по Каледонији, латинском имену за Шкотску.
Настанак Каледонског венца десио се током настајања Пангее, конвергенцијом старијих плоча. У претходној периоди, ордовицијуму, пре око 488 до 444 милиона година, највећи континент, Гондвана, који се састојао од плоча будуће Африке, Јужне Америке и Антарктика, налазио се између јужног пола и екватора. Друга копнена маса, Лауренција, која се састојала од будућег североисточног дела Северне Америке, простирала се око екватора. На североистоку је био Сибирски штит, са још једним континентом, Сибиром, који је био одвојен од Гондване Уралским океаном. На југоистоку, Балтички штит са континентом Балтиком је од Гондване био одвојен Јапет океаном. Мали континент попут архипелага, Авалонија (који се састојао од данашње Нове Енглеске, Нове Шкотске и дела западне Европе укључујући Британска острва), налазио се западно од Балтике, одвојен од ње океаном Торнквист. Рејски океан је лежао између Авалоније и Балтике на северу, односно Гондване на југу.
У ордовицијуму, Рејски океан је почео да се отвара, гурајући Балтику и Авалонију у правцу Лауренције ширењем океанског дна. Балтика и северна Авалонија су се прве судариле, изазвавши каледонску орогенезу у силуру. Крајем силура и у каснијем девону, сударио се и остатак Авалоније, проузрокујући Акадску орогенезу Северне Америке, која је издигла ране Апалачке планине.